# Atlético Madrid
Club Atlético de Madrid, cunoscut mai mult ca Atlético Madrid sau Atlético, este un club de fotbal din Madrid, Spania, care evoluează în La Liga Santander.
Arena de acasă a echipei este Estadio Metropolitano. Atlético Madrid a câștigat de 11 ori Primera División și de 10 ori Copa del Rey (Cupa Spaniei), realizând o dublă în 1996. A mai câștigat de asemenea Cupa Cupelor în 1962 și Cupa Intercontinentală în 1974, ajungând și în finala Cupei Campionilor Europeni de trei ori, în 1973–74, 2013–14 și 2015-16. Atlético joacă în tricouri cu dungi alb-roșii și șorturi albastre. 
De-a lungul istoriei sale, echipa a primit diverse porecle, precum los colchoneros („saltelele”), deoarece dungile de pe tricoul lor semănau cu cele de pe saltelele demodate. În anii 1970 au fost numiți los indios, posibil pentru achiziționarea mai multor jucători sud-americani în urma anulării restricțiilor privind aducerea jucătorilor străini. Există și alte teorii, de exemplu că porecla era datorată situării stadionului aproape de malul râului, sau că los indios („indienii”, „amerindienii”) erau inamicii tradiționali ai los blancos („albii”), în acest caz eterna rivală a lui Atlético, Real Madrid.

## Lotul actual
La 4 august 2025.
| Nr. |                            | Poziție | Jucător                               |
| --- | -------------------------- | ------- | ------------------------------------- |
| 1   | Argentina                  | P       | Juan Musso                            |
| 2   | Uruguay                    | F       | José María Giménez (al 3-lea căpitan) |
| 3   | Italia                     | F       | Matteo Ruggeri                        |
| 4   | Anglia                     | M       | Conor Gallagher                       |
| 5   | Statele Unite ale Americii | M       | Johnny Cardoso                        |
| 6   | Spania                     | M       | Koke (căpitan)                        |
| 7   | Franța                     | A       | Antoine Griezmann                     |
| 8   | Spania                     | M       | Pablo Barrios                         |
| 9   | Norvegia                   | A       | Alexander Sørloth                     |
| 10  | Spania                     | M       | Álex Baena                            |
| 11  | Argentina                  | M       | Thiago Almada                         |

| Nr. |           | Poziție | Jucător                  |
| --- | --------- | ------- | ------------------------ |
| 13  | Slovenia  | P       | Jan Oblak (vice-căpitan) |
| 14  | Spania    | M       | Marcos Llorente          |
| 15  | Franța    | F       | Clément Lenglet          |
| 16  | Argentina | F       | Nahuel Molina            |
| 17  | Slovacia  | F       | Dávid Hancko             |
| 18  | Spania    | F       | Marc Pubill              |
| 19  | Argentina | A       | Julián Álvarez           |
| 21  | Spania    | F       | Javi Galán               |
| 22  | Argentina | A       | Giuliano Simeone         |
| 23  | Spania    | A       | Carlos Martín            |
| 24  | Spania    | F       | Robin Le Normand         |

### Jucători împrumutați
| Nr. |           | Poziție | Jucător                                                    |
| --- | --------- | ------- | ---------------------------------------------------------- |
|     | România   | P       | Horațiu Moldovan (la Oviedo până pe 30 iunie 2026)         |
|     | Spania    | F       | Pablo Pérez (la Mirandés până pe 30 iunie 2026)            |
|     | Argentina | M       | Rodrigo De Paul (la Inter Miami până pe 31 decembrie 2025) |

| Nr. |        | Poziție | Jucător                                        |
| --- | ------ | ------- | ---------------------------------------------- |
|     | Franța | M       | Thomas Lemar (la Girona până pe 30 iunie 2026) |
|     | Spania | A       | Diego Bri (la Córdoba până pe 30 iunie 2026)   |

### Coeficientul UEFA
Coeficientul UEFA este utilizat la tragerea la sorți a competițiilor continentale organizate de Uniunea Asociațiilor Europene de Fotbal. Pe baza performanței cluburilor la nivel european timp de cinci sezoane, acest coeficient este calculat folosind un sistem de puncte și este stabilit un clasament. La sfârșitul sezonului 2018-2019, Atlético se afla pe locul al patrulea.
| Rang | Club            | Coeficient |
| ---- | --------------- | ---------- |
| 1    | Real Madrid     | 101.000    |
| 2    | Atlético Madrid | 98.000     |
| 3    | FC Barcelona    | 98.000     |
| 4    | Juventus        | 97.000     |
| 5    | Bayern München  | 94.000     |

## Palmares și statistici

### Titluri și trofee
| Competiții naționale | Competiții internaționale |
| - La Liga (11) : - Campioni : 1940, 1941, 1950, 1951, 1966, 1970, 1973, 1977, 1996, 2014, 2021. - Copa del Rey (10) : - Câștigători : 1960, 1961, 1965, 1972, 1976, 1985, 1991, 1992, 1996, 2013. - Supercupa Spaniei (2) : - Câștigători : 1985, 2014. - Segunda División (1) : - Campioni : 2002 - Copa de Campeones de España (1) : - Câștigători : 1940. - Copa Eva Duarte (1) : - Câștigători : 1951. - Copa Presidente FEF (1) : - Câștigători : 1947. - Cupa Ligii (0) : - Finalistă : 1984 și 1985. | - Liga Campionilor : - Finalistă (3) - 1974, 2014, 2016 - Europa League : - Câștigători (3) - 2010, 2012, 2018 - Supercupa Europei : - Câștigători (3) - 2010, 2012, 2018 - Cupa Cupelor : - Câștigători (1) - 1962 - Finalistă (2) - 1963, 1986 - Cupa UEFA Intertoto : - Câștigători (1) - 2007 - Cupa Intercontinentală : - Câștigători (1) - 1974 - Cupa Orașelor Târguri : - Semifinala (1) - 1965 |

### Regional
| Competiții                 | Campioană | Sezoane                |
| -------------------------- | --------- | ---------------------- |
| Campeonato Regional Centro | 4         | 1921, 1925, 1928, 1940 |
| Copa Federación Centro     | 1         | 1941                   |
| Cupa Iberică               | 1         | 1991                   |
| Trofeo Mohamed V           | 3         | 1965, 1970, 1980       |

## Finale
| Finale jucate de Atlético Madrid în Cupele Naționale | Finale jucate de Atlético Madrid în Cupele Naționale | Finale jucate de Atlético Madrid în Cupele Naționale | Finale jucate de Atlético Madrid în Cupele Naționale | Finale jucate de Atlético Madrid în Cupele Naționale | Finale jucate de Atlético Madrid în Cupele Naționale | Finale jucate de Atlético Madrid în Cupele Naționale | Finale jucate de Atlético Madrid în Cupele Naționale | Finale jucate de Atlético Madrid în Cupele Naționale | Finale jucate de Atlético Madrid în Cupele Naționale | Finale jucate de Atlético Madrid în Cupele Naționale | Finale jucate de Atlético Madrid în Cupele Naționale | Finale jucate de Atlético Madrid în Cupele Naționale | Finale jucate de Atlético Madrid în Cupele Naționale | Finale jucate de Atlético Madrid în Cupele Naționale | Finale jucate de Atlético Madrid în Cupele Naționale | Finale jucate de Atlético Madrid în Cupele Naționale | Finale jucate de Atlético Madrid în Cupele Naționale | Finale jucate de Atlético Madrid în Cupele Naționale |
| Cupa Spaniei                                         | Cupa Spaniei                                         | Cupa Spaniei                                         | Cupa Spaniei                                         | Cupa Spaniei                                         | Cupa Spaniei                                         | Cupa Spaniei                                         | Cupa Spaniei                                         | Cupa Spaniei                                         |                                                      | Supercupa Spaniei                                    | Supercupa Spaniei                                    | Supercupa Spaniei                                    | Supercupa Spaniei                                    | Supercupa Spaniei                                    | Supercupa Spaniei                                    | Supercupa Spaniei                                    | Supercupa Spaniei                                    | Supercupa Spaniei                                    |
| Câștigători                                          | Câștigători                                          | Câștigători                                          | Câștigători                                          |                                                      | Pierdanți                                            | Pierdanți                                            | Pierdanți                                            | Pierdanți                                            | Câștigători                                          | Câștigători                                          | Câștigători                                          | Câștigători                                          |                                                      | Pierdanți                                            | Pierdanți                                            | Pierdanți                                            | Pierdanți                                            |                                                      |
| Anul                                                 | Campioni                                             | Scor                                                 | Adversar                                             | Anul                                                 | Finalistă                                            | Scor                                                 | Adversar                                             | Anul                                                 | Campioni                                             | Scor                                                 | Adversar                                             | Anul                                                 | Finalistă                                            | Scor                                                 | Adversar                                             |                                                      |                                                      |                                                      |
| ---------------------------------------------------- | ---------------------------------------------------- | ---------------------------------------------------- | ---------------------------------------------------- | ---------------------------------------------------- | ---------------------------------------------------- | ---------------------------------------------------- | ---------------------------------------------------- | ---------------------------------------------------- | ---------------------------------------------------- | ---------------------------------------------------- | ---------------------------------------------------- | ---------------------------------------------------- | ---------------------------------------------------- | ---------------------------------------------------- | ---------------------------------------------------- | ---------------------------------------------------- | ---------------------------------------------------- | ---------------------------------------------------- |
| 1960                                                 | Atletico Madrid                                      | 3 - 1                                                | Real Madrid                                          | 1921                                                 | Atletico Madrid                                      | 1 - 4                                                | Athletic Bilbao                                      | 1985                                                 | Atletico Madrid                                      | 3 - 2                                                | Barcelona                                            | 1991                                                 | Atletico Madrid                                      | 1 - 2                                                | Barcelona                                            |                                                      |                                                      |                                                      |
| 1961                                                 | Atletico Madrid                                      | 3 - 2                                                | Real Madrid                                          | 1926                                                 | Atletico Madrid                                      | 2 - 3                                                | Barcelona                                            | 2014                                                 | Atletico Madrid                                      | 2 - 1                                                | Real Madrid                                          | 1992                                                 | Atletico Madrid                                      | 2 - 5                                                | Barcelona                                            |                                                      |                                                      |                                                      |
| 1965                                                 | Atletico Madrid                                      | 1 - 0                                                | Zaragoza                                             | 1956                                                 | Atletico Madrid                                      | 1 - 2                                                | Athletic Bilbao                                      |                                                      |                                                      |                                                      |                                                      | 1996                                                 | Atletico Madrid                                      | 5 - 6                                                | Barcelona                                            |                                                      |                                                      |                                                      |
| 1972                                                 | Atletico Madrid                                      | 2 - 1                                                | Valencia                                             | 1964                                                 | Atletico Madrid                                      | 1 - 2                                                | Zaragoza                                             |                                                      |                                                      |                                                      |                                                      | 2013                                                 | Atletico Madrid                                      | 1 - 1(ag)                                            | Barcelona                                            |                                                      |                                                      |                                                      |
| 1976                                                 | Atletico Madrid                                      | 1 - 0                                                | Zaragoza                                             | 1975                                                 | Atletico Madrid                                      | 0 - 0(3-4)                                           | Real Madrid                                          |                                                      |                                                      |                                                      |                                                      | 2020                                                 | Atletico Madrid                                      | 0 - 0(1-4)                                           | Real Madrid                                          |                                                      |                                                      |                                                      |
| 1985                                                 | Atletico Madrid                                      | 2 - 1                                                | Athletic Bilbao                                      | 1987                                                 | Atletico Madrid                                      | 2 - 2(2-4)                                           | Real Sociedad                                        |                                                      |                                                      |                                                      |                                                      |                                                      |                                                      |                                                      |                                                      |                                                      |                                                      |                                                      |
| 1991                                                 | Atletico Madrid                                      | 1 - 0                                                | Mallorca                                             | 1999                                                 | Atletico Madrid                                      | 0 - 3                                                | Valencia                                             |                                                      |                                                      |                                                      |                                                      |                                                      |                                                      |                                                      |                                                      |                                                      |                                                      |                                                      |
| 1992                                                 | Atletico Madrid                                      | 2 - 0                                                | Real Madrid                                          | 2000                                                 | Atletico Madrid                                      | 1 - 2                                                | Espanyol                                             |                                                      |                                                      |                                                      |                                                      |                                                      |                                                      |                                                      |                                                      |                                                      |                                                      |                                                      |
| 1996                                                 | Atletico Madrid                                      | 1 - 0                                                | Barcelona                                            | 2010                                                 | Atletico Madrid                                      | 0 - 2                                                | Sevilla                                              |                                                      |                                                      |                                                      |                                                      |                                                      |                                                      |                                                      |                                                      |                                                      |                                                      |                                                      |
| 2013                                                 | Atletico Madrid                                      | 2 - 1                                                | Real Madrid                                          |                                                      |                                                      |                                                      |                                                      |                                                      |                                                      |                                                      |                                                      |                                                      |                                                      |                                                      |                                                      |                                                      |                                                      |                                                      |
| Finale jucate de Atlético Madrid în Cupele Europene  |                                                      |                                                      |                                                      |                                                      |                                                      |                                                      |                                                      |                                                      |                                                      |                                                      |                                                      |                                                      |                                                      |                                                      |                                                      |                                                      |                                                      |                                                      |
| Liga Campionilor UEFA                                | Liga Campionilor UEFA                                | Liga Campionilor UEFA                                | Liga Campionilor UEFA                                |                                                      | UEFA Europa League                                   | UEFA Europa League                                   | UEFA Europa League                                   | UEFA Europa League                                   |                                                      | Cupa Cupelor UEFA                                    | Cupa Cupelor UEFA                                    | Cupa Cupelor UEFA                                    | Cupa Cupelor UEFA                                    | Cupa Cupelor UEFA                                    | Cupa Cupelor UEFA                                    | Cupa Cupelor UEFA                                    | Cupa Cupelor UEFA                                    | Cupa Cupelor UEFA                                    |
| Pierdanți                                            | Pierdanți                                            | Pierdanți                                            | Pierdanți                                            | Câștigători                                          | Câștigători                                          | Câștigători                                          | Câștigători                                          | Câștigători                                          | Câștigători                                          | Câștigători                                          | Câștigători                                          |                                                      | Pierdanți                                            | Pierdanți                                            | Pierdanți                                            | Pierdanți                                            |                                                      |                                                      |
| Anul                                                 | Finalistă                                            | Scor                                                 | Adversar                                             | Anul                                                 | Campioni                                             | Scor                                                 | Adversar                                             | Anul                                                 | Campioni                                             | Scor                                                 | Adversar                                             | Anul                                                 | Finalistă                                            | Scor                                                 | Adversar                                             |                                                      |                                                      |                                                      |
| 1974                                                 | Atletico Madrid                                      | 0 - 4                                                | Bayern München                                       | 2010                                                 | Atletico Madrid                                      | 2 - 1                                                | Fulham                                               | 1962                                                 | Atletico Madrid                                      | 3 - 0                                                | Fiorentina                                           | 1963                                                 | Atletico Madrid                                      | 1 - 5                                                | Tottenham                                            |                                                      |                                                      |                                                      |
| 2014                                                 | Atletico Madrid                                      | 1 - 4                                                | Real Madrid                                          | 2012                                                 | Atletico Madrid                                      | 3 - 0                                                | Athletic Bilbao                                      |                                                      |                                                      |                                                      |                                                      | 1986                                                 | Atletico Madrid                                      | 0 - 3                                                | Dinamo Kiev                                          |                                                      |                                                      |                                                      |
| 2016                                                 | Atletico Madrid                                      | 1 - 1(3-5)                                           | Real Madrid                                          | 2018                                                 | Atletico Madrid                                      | 3 - 0                                                | Marseille                                            |                                                      |                                                      |                                                      |                                                      |                                                      |                                                      |                                                      |                                                      |                                                      |                                                      |                                                      |
| Supercupa Europei                                    | Supercupa Europei                                    | Supercupa Europei                                    | Supercupa Europei                                    | Cupa Intercontinentală                               | Cupa Intercontinentală                               | Cupa Intercontinentală                               | Cupa Intercontinentală                               | Cupa UEFA Intertoto                                  | Cupa UEFA Intertoto                                  | Cupa UEFA Intertoto                                  | Cupa UEFA Intertoto                                  | Cupa UEFA Intertoto                                  | Cupa UEFA Intertoto                                  | Cupa UEFA Intertoto                                  | Cupa UEFA Intertoto                                  | Cupa UEFA Intertoto                                  |                                                      |                                                      |
| Câștigători                                          | Câștigători                                          | Câștigători                                          | Câștigători                                          | Câștigători                                          | Câștigători                                          | Câștigători                                          | Câștigători                                          | Câștigători                                          | Câștigători                                          | Câștigători                                          | Câștigători                                          |                                                      | Pierdanți                                            | Pierdanți                                            | Pierdanți                                            | Pierdanți                                            |                                                      |                                                      |
| Anul                                                 | Finalistă                                            | Scor                                                 | Adversar                                             | Anul                                                 | Campioni                                             | Scor                                                 | Adversar                                             | Anul                                                 | Campioni                                             | Scor                                                 | Adversar                                             | Anul                                                 | Finalistă                                            | Scor                                                 | Adversar                                             |                                                      |                                                      |                                                      |
| 2010                                                 | Atletico Madrid                                      | 2 - 0                                                | Inter Milano                                         | 1974                                                 | Atletico Madrid                                      | 2 - 1                                                | Independiente                                        | 2007                                                 | Atletico Madrid                                      | 2 - 2(ag)                                            | Gloria Bistrița                                      | 2007                                                 | Atletico Madrid                                      | 2 - 2(1-3)                                           | Villarreal                                           |                                                      |                                                      |                                                      |
| 2012                                                 | Atletico Madrid                                      | 4 - 1                                                | Chelsea                                              |                                                      |                                                      |                                                      |                                                      |                                                      |                                                      |                                                      |                                                      |                                                      |                                                      |                                                      |                                                      |                                                      |                                                      |                                                      |
| 2018                                                 | Atletico Madrid                                      | 4 - 2                                                | Real Madrid                                          |                                                      |                                                      |                                                      |                                                      |                                                      |                                                      |                                                      |                                                      |                                                      |                                                      |                                                      |                                                      |                                                      |                                                      |                                                      |

## Fotbaliști notabili
Koke deține recordul oficial la numărul de prezențe, purtând tricoul lui Atlético în 614 meciuri din 2009 până în prezent. Luis Aragonés, legendă a clubului fiind și jucător și antrenor a marcat 173 de goluri, deținând recordul la acest capitol până în 2023 când a fost depășit de Antoine Griezmann. În timp ce Adrián Escudero deține recordul pentru cele mai multe goluri în La Liga cu 150 de goluri. 
|    | Nume                | Prezențe în total | Prezențe în campionat | Perioadă            | Naționalitate |
| -- | ------------------- | ----------------- | --------------------- | ------------------- | ------------- |
| 1  | Koke                | 614               | 436                   | 2009–prezent        | Spania        |
| 2  | Adelardo Rodríguez  | 553               | 401                   | 1959–1976           | Spania        |
| 3  | Tomás Reñones       | 483               | 367                   | 1984–1996           | Spania        |
| 4  | Enrique Collar      | 470               | 371                   | 1952–1969           | Spania        |
| 5  | Carlos Aguilera     | 456               | 365                   | 1988–1993 1996–2005 | Spania        |
| 6  | Isacio Calleja      | 425               | 300                   | 1958–1972           | Spania        |
| 7  | Jan Oblak           | 423               | 316                   | 2014–prezent        | Slovenia      |
| 8  | Juan Carlos Arteche | 421               | 308                   | 1978–1989           | Spania        |
| 9  | Gabi                | 417               | 297                   | 2004–2007 2011–2018 | Spania        |
| 10 | Saúl                | 409               | 316                   | 2012–prezent        | Spania        |

|    | Nume                | Goluri în total | Goluri în campionat | Perioadă               | Naționalitate |
| -- | ------------------- | --------------- | ------------------- | ---------------------- | ------------- |
| 1  | Antoine Griezmann   | 175             | 123                 | 2014–2019 2021–prezent | Franța        |
| 2  | Luis Aragonés       | 173             | 123                 | 1964–1974              | Spania        |
| 3  | Adrián Escudero     | 169             | 150                 | 1945–1958              | Spania        |
| 4  | Paco Campos         | 158             | 144                 | 1940–1948              | Spania        |
| 5  | José Eulogio Gárate | 136             | 109                 | 1966–1977              | Spania        |
| 6  | Fernando Torres     | 129             | 109                 | 2001–2007 2015–2018    | Spania        |
| 7  | Joaquín Peiró       | 125             | 95                  | 1954–1962              | Spania        |
| 8  | Adelardo Rodríguez  | 113             | 73                  | 1959–1976              | Spania        |
| 9  | Enrique Collar      | 105             | 71                  | 1952–1969              | Spania        |
| 10 | José Juncosa        | 103             | 80                  | 1944–1955              | Spania        |

## Staff

### Antrenori
Pentru mai multe detalii despre acest subiect, vedeți Lista antrenorilor clubului Atlético Madrid.
Următorii antrenori au câștigat cel puțin un trofeu când se aflau la conducerea echipei:
| Nume             | Perioada                           | Trofee                                                                                             |
| ---------------- | ---------------------------------- | -------------------------------------------------------------------------------------------------- |
| Ricardo Zamora   | 1939–46                            | 2 La Liga, Supercopa de España                                                                     |
| Emilio Vidal     | 1946–48                            | Copa Presidente FEF                                                                                |
| Helenio Herrera  | 1949–53                            | 2 La Liga, Supercopa de España                                                                     |
| José Villalonga  | 1960–62                            | 2 Copa del Rey, UEFA Cup Winners' Cup                                                              |
| Domènec Balmanya | 1965–66                            | La Liga, Copa del Rey                                                                              |
| Marcel Domingo   | 1969–72, 1979–80                   | La Liga                                                                                            |
| Max Merkel       | 1971–73                            | La Liga, Copa del Rey                                                                              |
| Luis Aragonés    | 1974–80, 1982–87, 1991–93, 2001–03 | Intercontinental Cup, La Liga, 3 Copas del Rey, Supercopa de España, Iberian Cup, Segunda División |
| Tomislav Ivić    | 1990–91                            | Copa del Rey                                                                                       |
| Santos Ovejero   | 1992–93, 1994–95                   | Copa del Rey                                                                                       |
| Radomir Antić    | 1995–98                            | La Liga, Copa del Rey                                                                              |
| Javier Aguirre   | 2006–09                            | UEFA Intertoto Cup                                                                                 |
| Quique Flores    | 2009–2011                          | UEFA Europa League, UEFA Super Cup                                                                 |
| Diego Simeone    | 2011–                              | UEFA Europa League, UEFA Super Cup, Copa del Rey, Supercopa de España                              |

## Stadioane anterioare
- Campo del Retiro (1903-1913)
- Campo de O'Donnell (1913-1923): stadion cu o capacitate de 10.000 de spectatori.
- Metropolitano de Madrid (1923-1966): stadion inaugurat cu o capacitate de 25.000 de locuri, mărit apoi la 50.000.
- Estadio Vicente Calderón (1966-2017): denumit Estadio Manzanares din 1966 până în 1972 și redenumit în onoarea președintelului Vicente Calderón, capacitate de 54.907 spectatori.

## Președinți
| - 1. Enrique Allende (1903) - 2. Eduardo de Acha (1903–07) - 3. Ricardo de Gondra (1907–09) - 4. Ramón de Cárdenas (1909–12) - 5. Julián Ruete (1912–19) - 6. Álvaro de Aguilar (1919–20) - 7. Julián Ruete (1920–23) - 8. Juan de Estefanía (1923–26) - 9. Luciano Urquijo (1926–31) - 10. Rafael González (1931–35) | - 11. José L. del Valle (1935–36) - 12. José María Fernández (1936–39) - 13. Francisco Vives (1939) - 14. Luis Navarro (1939–41) - 15. Manuel Gallego (1941–45) - 16. Juan Touzón (1946–47) - 17. Cesáreo Galindez (1947–52) - 18. Marqués de la Florida (1952–55) - 19. Juan Suevos (1955) - 20. Javier Barroso (1963–64) | - 21. Vicente Calderón (1964–80) - 22. Ricardo Irezábal (1980) - 23. Alfonso Cabeza (1980–82) - 24. Antonio del Hoyo (1982) - 25. Agustín Cotorruelo (1982) - 26. Vicente Calderón (1982–87) - 27. Francisco Castedo (1987) - 28. Jesús Gil (1987–03) - 29. Enrique Cerezo (2003–) |